# Shimo-Kitazawa
Shimo-Kitazawa (下北沢) est l'un des quartiers de Setagaya (世田谷区, Setagaya-ku) situé à l'ouest de Tokyo. Le centre urbain du quartier, principalement autour de la gare, est composé de rues très animées et commerçantes. Les musiciens viennent jouer dans les nombreux clubs
de la ville.  La ville comprend également un cinéma d'art et d'essai et quelques salles de théâtres.

## Transport
Le quartier a sa propre gare : gare de Shimo-kitazawa.

## Projet de réaménagement
Un projet immobilier prévoit de refaire la gare ferroviaire et de réaménager tout l'environnement urbain. L'impact sur le charme de la ville risque d'être très important. Une association s'est développée pour sauvegarder le charme des alentours de la gare en proposant des projets artistiques.